# Japsand
Japsand est une île allemande se trouvant dans la mer du Nord, dans le land Schleswig-Holstein dans l'Allemagne du nord.

## Géographie
L'île inhabitée a une superficie de 214 hectares.